# Luis Tejada Chacón
Luis Tejada Chacón (Madrid, 9 de mayo de 1960) es un diplomático español. 

## Trayectoria
Licenciado en Derecho, ingresó en 1988 en la carrera diplomática. 
Ocupó la segunda jefatura de la embajada de España en Gabón (1998-1990). Posteriormente fue Consejero en la Secretaría de Estado ante la Unión Europea en el Ministerio de Asuntos Exteriores (1990-1994); Consejero en la Representación española ante la UE (1994-1999); Segunda jefatura de la embajada de España en Siria (1999-2001).
Fue subdirector General Jefe de la Oficina de Planificación y Evaluación de la Secretaría de Estado de Cooperación Internacional en el Ministerio de Asuntos Exteriores y Cooperación MAEC (2001-2004), llevando a cabo la planificación y evaluación de la Cooperación Española, así como la preparación del examen del CAD de la Cooperación Española.
Después fue consejero y subdirector General en la Subdirección General de Asuntos Generales de la Unión Europa (Relaciones Exteriores de la UE) en la Secretaría de Estado de la Unión Europea del MAEC (2004-2006), y Delegado Permanente Adjunto en la Delegación de España ante la OCDE (2006-2011), el organismo que audita la cooperación española.
Fue embajador de España en Bangladés (2011-2015) en sustitución de Arturo Manuel Pérez; Director de Cooperación con África y Asia de la AECID (septiembre de 2015-septiembre de 2016); Director de la AECID (septiembre de 2016-2018) en sustitución de Juan López Doriga; y embajador de España en Finlandia (2018-2022).
En enero de 2025 fue ascendido a la categoría de Ministro Plenipotenciario de primera clase.